# À Blue Bayou
Cet article possède un paronyme, voir Blue Bayou (homonymie).
Singles de Mireille Mathieu
Chante pour le soleil
(1978) Santa Maria de la Mer
(1978)
Pistes de Fidèlement vôtre
Il peut neiger sur la Neva Quand tu es loin
À Blue Bayou est une chanson de la chanteuse française Mireille Mathieu sortie en France en 1978 chez Philips. Cette chanson est la version française de Blue Bayou, création datant de 1963 de l'auteur-compositeur interprète américain Roy Orbison. La chanson est extraite de l'album Fidèlement vôtre, également paru en 1978 chez Philips.
La face B, Il y a surtout des gens qui s'aiment, (œuvre de Michel Jourdan et de Jean-Claude Petit) n'existe sur aucun album français. Cette chanson se trouve pour la première fois en CD sur la compilation canadienne sortie en 2006, Mes plus belles émotions.